# Reşat Karagöz
Reşat Karagöz (* 23. Juni 1975 in Amasya) ist ein türkischer Politiker der Cumhuriyet Halk Partisi (CHP), der seit 2023 Mitglied der Großen Nationalversammlung (TBMM) ist.

## Leben
Reşat Karagöz, Sohn von Gazi Karagöz und dessen Ehefrau Satı Karagöz, absolvierte seine Sekundar- und Oberschulausbildung in Amasya und war danach im Handel tätig. Er trat 1997 dem Jugendverband der Republikanischen Volkspartei (CHP) bei und fungierte zwischen 1999 und 2003 als Vorsitzender des CHP-Jugendverbandes in der Provinz Amasya, ehe er von 2003 bis 2008 Mitarbeiter in der Zentrale der CHP war. Er war zwischen 2008 und 2010 Mitglied des Vorstandes des CHP-Verbandes der Provinz Amasya sowie daraufhin vom 14. Dezember 2010 bis Dezember 2015 Vorsitzender des CHP-Bezirksverbandes von Amasya, Hauptstadt und zugleich zentraler Landkreis (Merkez) der Provinz. Er wurde am 27. Dezember 2015 auf dem Provinzkongress von Amasya zum Vorsitzenden der CHP der Provinz Amasya gewählt und wurde auf dem Provinzkongress 2018 für eine zweite Amtszeit bestätigt. In dieser Funktion spielte er bei der Kommunalwahl am 31. März 2019 eine einflussreiche Rolle beim Gewinn der Bürgermeisterämter der Bezirke Merzifon und Gümüşhacıköy.
Bei der Parlamentswahl am 14. Mai 2023 wurde Karagöz für die CHP für die Provinz Amasya erstmals zum Mitglied der Großen Nationalversammlung TBMM (Türkiye Büyük Millet Meclisi) gewählt und gehört dieser seither an. In der aktuellen 28. Legislaturperiode ist er seit dem 3. Juni 2023 Mitglied der Kommission für die Chancengleichheit von Männern und Frauen (Kadın Erkek Fırsat Eşitliği Komisyonu).
Karagöz ist verheiratet und hat zwei Kinder.